# هال كويك
هال كويك (بالإنجليزية: Hal Quick)‏ هو لاعب كرة قاعدة أمريكي، ولد في 4 أكتوبر 1917 في روما في الولايات المتحدة، وتوفي في 9 مارس 1974 في سوانسي في الولايات المتحدة.

## وصلات خارجية
- هال كويك على موقعبيزبول رفرنس.كوم (الدوري الرئيسي) (الإنجليزية)